# Callambulyx sichangiensis
Callambulyx sichangiensis är en fjärilsart som beskrevs av Chu och Wang 1980. Callambulyx sichangiensis ingår i släktet Callambulyx och familjen svärmare. Inga underarter finns listade i Catalogue of Life.